# Blaberus
Blaberus es un género de insectos blatodeos (cucarachas) de la familia Blaberidae.  Son comúnmente conocidas como cascudas, cucarachas mandingas o cargatablas. En este género se incluye Blaberus giganteus, una de las cucarachas de mayor longitud.

## Especies
Consta de las siguientes especies:
- Blaberus affinis Jurberg, Albuquerque, Rebordões, Gonçalves & Felippe, 1977
- Blaberus anisitsi Brancsik, 1898
- Blaberus asellus Thunberg, 1826
- Blaberus atropos Stoll, 1813
- Blaberus boliviensis Princis, 1946
- Blaberus brasilianus Saussure, 1864
- Blaberus colosseus Illiger, 1801
- Blaberus craniifer Burmeister, 1838
- Blaberus discoidalis Serville, 1839
- Blaberus duckei Jurberg, Albuquerque, Rebordões, Gonçalves & Felippe, 1977
- Blaberus fusiformis Walker, F., 1868
- Blaberus giganteus Linnaeus, 1758
- Blaberus latissimus Herbst, 1786
- Blaberus matogrossensis Rocha e Silva & Aguiar, 1977
- Blaberus minor Saussure, 1864
- Blaberus parabolicus Walker, F., 1868
- Blaberus paulistanus Lopes & de Oliveira, 2000
- Blaberus peruvianus Jurberg, Albuquerque, Rebordões, Gonçalves & Felippe, 1977
- Blaberus scutatus Saussure & Zehntner, 1894